# Linospadix
Linospadix, rod palmi smješten u podtribus Linospadicinae, dio tribusa Araceae., potporodica Arecoideae. Sastoji se od sedam vrsta sa Nove Gvineje i australskih država Novi Južni Wales i  Queensland.
Vernakularno ovaj rod poznat je kao 'štap za hodanje' (walking stick palms), jer se stabljike vrste Linospadix monostachyus koriste u tu svrhu.

## Vrste
1. Linospadix albertisianus (Becc.) Burret
2. Linospadix apetiolatus Dowe & A.K.Irvine
3. Linospadix caninus (Becc.) Burret
4. Linospadix microcaryus (Domin) Burret
5. Linospadix minor (W.Hill) Burret
6. Linospadix monostachyus (Mart.) H.Wendl.
7. Linospadix palmerianus (F.M.Bailey) Burret

## Sinonimi
- Bacularia F.Muell.